# Holden (Missouri)
Holden é uma cidade localizada no estado americano de Missouri, no Condado de Johnson.

## Demografia
Segundo o censo americano de 2000, a sua população era de 2510 habitantes.
Em 2006, foi estimada uma população de 2521, um aumento de 11 (0.4%).

## Geografia
De acordo com o United States Census Bureau tem uma área de
6,2 km², dos quais 6,2 km² cobertos por terra e 0,0 km² cobertos por água. Holden localiza-se a aproximadamente 269 m acima do nível do mar.

## Localidades na vizinhança
O diagrama seguinte representa as localidades num raio de 16 km ao redor de Holden.